# Cosmoconus vallis
Cosmoconus vallis är en stekelart som beskrevs av Henry Keith Townes, Jr. 1950. Cosmoconus vallis ingår i släktet Cosmoconus och familjen brokparasitsteklar. Inga underarter finns listade i Catalogue of Life.